# Renier Vázquez Igarza
Renier Vázquez Igarza (Cuba, 8 de gener de 1979), és un jugador d'escacs d'origen cubà, nacionalitzat espanyol. L'any 2002 es traslladà a l'Estat espanyol, i a partir de llavors la progressió del seu joc li va permetre d'obtenir el títol de Gran Mestre, el 2007.
A la llista d'Elo de la FIDE del juliol de 2022, hi tenia un Elo de 2535 punts, cosa que en feia el jugador número 15 (en actiu) de l'estat espanyol. El seu màxim Elo va ser de 2602 punts, a la llista de setembre de 2013 (posició 234 al rànquing mundial).

## Resultats destacats en competició
El millor resultat individual de la seva carrera, segons chessmetrics, fou la seva victòria al grup Premier I del 36è Memorial Capablanca a l'Havana, 2001 on hi puntuà 7/10 (70%) contra una oposició mitjana d'Elo de 2447.
A l'estat espanyol, en Renier ha obtingut resultats notables en torneig, especialment a l'entorn de Madrid. El 2005 va vèncer el Memorial Narciso Yepes de Llorca (Múrcia). Va ser Campió de Madrid absolut els anys 2003, 2004, 2006, 2007 i 2008. El 2007 va ser segon en el Campionat d'Escacs Ràpid de Madrid; va vèncer el Torneig de Mestres de la Federació Madrilenya aconseguint la norma de GM definitiva. El mateix any va vèncer el I Memorial José Raúl Capablanca de Madrid amb 7/11 punts.
El 2009 empatà amb Salvador del Río al 2n-3r lloc al torneig de Parla (el campió fou Ievgueni Gléizerov). El juliol de 2012 fou tercer a l'Obert Vila de Benasc (el campió fou Dan Zoler).
Renier té un estil de joc agressiu. Les seves obertures preferides són la defensa siciliana i l'obertura Ruy López.

### Participació en olimpíades d'escacs
Vázquez Igarza ha participat, representant Espanya, en l'Olimpíada d'escacs de 2014 amb un resultat de (+3 =4 –0), per un 71,4% de la puntuació, amb una performance de 2578.